# Уайт-Холл (Арканзас)
Уайт-Холл (англ. White Hall, Arkansas) — город в округе Джефферсон (штат Арканзас, США) с населением в 4732 человека по статистическим данным переписи 2000 года.
Уайт-Холл занимает второе место в штате по среднему доходу на одно домохозяйство после города Момелл.

## География
По данным Бюро переписи населения США Уайт-Холл имеет общую площадь в 17,61 квадратных километров, водных ресурсов в черте населённого пункта не имеется.

## Демография
По данным переписи населения 2000 года в Уайт-Холле проживало 4732 человека, 1418 семей, насчитывалось 1780 домашних хозяйств и 1925 жилых домов. Средняя плотность населения составляла около 267,1 человека на один квадратный километр. Расовый состав Уайт-Холла по данным переписи распределился следующим образом: 92,54 % белых, 4,65 % — чёрных или афроамериканцев, 0,49 % — коренных американцев, 1,31 % — азиатов, 0,68 % — представителей смешанных рас, 0,34 % — других народностей. Испаноговорящие составили 1,04 % от всех жителей города.
Из 1780 домашних хозяйств в 39,9 % — воспитывали детей в возрасте до 18 лет, 66,5 % представляли собой совместно проживающие супружеские пары, в 9,7 % семей женщины проживали без мужей, 20,3 % не имели семей. 18,0 % от общего числа семей на момент переписи жили самостоятельно, при этом 6,6 % составили одинокие пожилые люди в возрасте 65 лет и старше. Средний размер домашнего хозяйства составил 2,66 человек, а средний размер семьи — 3,02 человек.
Население города по возрастному диапазону по данным переписи 2000 года распределилось следующим образом: 27,5 % — жители младше 18 лет, 6,9 % — между 18 и 24 годами, 29,5 % — от 25 до 44 лет, 26,1 % — от 45 до 64 лет и 10,0 % — в возрасте 65 лет и старше. Средний возраст жителей составил 37 лет. На каждые 100 женщин в Уайт-Холле приходилось 93,8 мужчин, при этом на каждые сто женщин 18 лет и старше приходилось 91,7 мужчин также старше 18 лет.
Средний доход на одно домашнее хозяйство в городе составил 52 045 долларов США, а средний доход на одну семью — 56 997 долларов. При этом мужчины имели средний доход в 38 286 долларов США в год против 26 827 долларов среднегодового дохода у женщин. Доход на душу населения всоставил 20 524 доллара в год. 5,5 % от всего числа семей в городе и 6,5 % от всей численности населения находилось на момент переписи населения за чертой бедности, при этом 9,4 % из них были моложе 18 лет и 8,9 % — в возрасте 65 лет и старше.